# Centro Presbiteriano de Pós-Graduação Andrew Jumper
O Centro Presbiteriano de Pós-Graduação Andrew Jumper (CPAJ) é uma  instituição de ensino superior livre (sem vínculo com o MEC), da Igreja Presbiteriana do Brasil situada em  São Paulo (São Paulo). É destinada a formação dos professores dos seminários, institutos bíblicos e outras instituições de ensino teológico da Igreja Presbiteriana do Brasil. Além disso dispõe de cursos para pastores que queiram continuar seus estudos.

## História
Desde sua fundação os seminários da Igreja Presbiteriana do Brasil receberam como professores estadunidenses e enviou muitos de seus pastores para cursos de pós-graduação no exterior. Todavia, fim da década de 1970 o Rev. Francisco Leonardo Schalkwijk e Dr. Oton Guanaes Dourado  da denominação passaram a contatar o Seminário Teológico Reformado (STR) (Reformed Theological Seminary) em Jackson (Mississippi), nos Estados Unidos da América, com o fim de estabelecer um curso de pós-graduação teológica de linha reformada no Brasil.
Em 1979 o Rev. Elias dos Santos Medeiros matriculou-se no STR o Dr. Van Groningen enviou uma carta ao Rev. Schalkwijk informando que ajudaria na criação do curso de pós-graduação no Brasil. O Rev. Boanerges Ribeiro, vice-presidente do Supremo Concílio da Igreja Presbiteriana do Brasil e presidente da Comissão Especial de Seminários e do Instituto Presbiteriano Mackenzie, juntamente com outros líderes, da igreja visitaram o Dr. Van Groningen em 1980 para falar sobre o curso e contatar professores.
Em março de 1981 à  Comissão Especial de Seminários aprovou  uma proposta contendo disciplinas, horários e bibliografias para o curso ter início, com pequenas alterações, informando-as aos professores estadunidenses.
No início de 1982, o casal Van Groningen veio para São Paulo. O Dr. Van Groningen lecionou Antigo Testamento por um mês a 25 alunos. No meio do ano, veio o Dr. Klooster, e no início de 1983, o Dr. Kistemaker. A intérprete foi Sylvia Evangelista de Oliveira. Foram lecionados cursos do de pós-graduação em Antigo Testamento, Novo Testamento e Teologia Contemporânea e Teologia Histórica. No mesmo ano foi criada a Junta de Educação Teológica da Igreja Presbiteriana do Brasil.
Em 1984 foram realizados os primeiros exames e o curso foi reconhecido pela Comissão de Assuntos Acadêmicos do Seminário Teológico Concordia (Covenant Theological Seminary) como curso de Mestrado em Teologia. Entre 1985 a 1991 conluiram o curso: João Alves dos Santos e Cleômines Anacleto Figueiredo em Novo Testamento; Heber Carlos de Campos e Oadi Salum em Teologia Contemporânea e  Ismael Andrade Leandro em  e  Antigo Testamento.
O curso foi interrompido no fim década de 1980 e partir da década de 1990, o Supremo Concílio da Igreja Presbiteriana do Brasil, aprovou um novo Regimento Interno para a Junta de Educação Teológica para criar e ampliar o curso em um dos seminários da igreja. Dois seminários enviaram propostas para receber o curso: o Seminário Presbiteriano do Sul e o Seminário Teológico Presbiteriano Reverendo José Manoel da Conceição.
Foi decidido que o Curso de Pós-Graduação em Teologia seria instalado no Seminário Teológico Presbiteriano Reverendo José Manoel da Conceição e que o Curso de Pós-Graduação em Educação Cristã, seria ministrado no Seminário Presbiteriano do Sul.
Em 1992 a Igreja Presbiteriana Evangélica (EUA) passou a apoiar o projeto e foi inaugurado o curso no Seminário Teológico Presbiteriano Reverendo José Manoel da Conceição. Em 1993 Heber Carlos de Campos assumiu a coordenação do Curso de Pós-Graduação após concluir o seu curso de doutorado no Seminário Teológico Concordia. O número de professores aumentou e em 1994 o curso passou a chamar-se Centro de Pós-Graduação Andrew Jumper, em homenagem ao Rev. Dr. Andrew Albert Jumper, falecido em maio de 1992, que contribuiu com apoio financeiro para o reinício do programa.
Em 1997 o Centro de Pós-Graduação foi desvinculado do Seminário Teológico Presbiteriano Reverendo José Manoel da Conceição e foi solicitado ao Instituto Presbiteriano Mackenzie que tornasse-se o mantenedor do CPAJ. O mesmo foi instalado no Edifício João Calvino, do Instituto Presbiteriano Mackenzie.
A primeira formatura foi em 1998, no mesmo ano o CPAJ passou a realizar cursos básicos no Seminário Teológico Presbiteriano Reverendo Ashbel Green Simonton, Seminário Teológico Presbiteriano Rev. Denoel Nicodemos Eller, Seminário Presbiteriano do Norte e na Extensão do Seminário Presbiteriano Brasil Central em Ji-Paraná. Até então eram ministrados os cursos de Antigo Testamento, Novo Testamento, Teologia Sistemática, História da Igreja, Educação Cristã, Missiologia, Aconselhamento Cristão e Teologia Filosófica. Em 2000 os cursos foram também passaram a ser ministrados no Seminário Presbiteriano Brasil Central em Goiânia e no Instituto Bíblico Augusto Araújo, em Cuiabá.
Em 2005, dois membros da Sociedade Teológica Americana (American Theological Society ) visitaram o CPAJ e aprovaram o curso de Doutorado em Ministério. Em 2006 tiveram início os cursos de Mestrado em Divindade e Mestrado em Teologia Sagrada e em 2011 o curso de Revitalização e Multiplicação de Igrejas.
A partir de 2014 teve início o planejamento para a implantação do curso de  Ph.D. em Teologia.

## Centro Presbiteriano de Pós-Graduação Andrew Jumper hoje
O atual diretor do Centro Presbiteriano de Pós-Graduação Andrew Jumper é o doutor Mauro Fernando Meister.
O CPAJ desenvolve enorme quantidade de trabalhos acadêmicos para estudantes de Teologia e tem textos de referência na área. Está vinculado ao Seminário Teológico Reformado dos Estados Unidos da América e ao Instituto Presbiteriano Mackenzie.